# العلاقات الكونغوية اللاتفية
العلاقات الكونغولية اللاتفية هي العلاقات الثنائية التي تجمع بين جمهورية الكونغو ولاتفيا.

## مقارنة بين البلدين
هذه مقارنة عامة ومرجعية للدولتين:
| وجه المقارنة                                              | [[تصنيف:صفحات تستخدم رمز علم غير موجود\|]] جمهورية الكونغو | لاتفيا                                             |
| --------------------------------------------------------- | ---------------------------------------------------------- | -------------------------------------------------- |
| المساحة (كم2)                                             | 342.00 ألف                                                 | 64.59 ألف                                          |
| عدد السكان (نسمة)                                         | 5.26 مليون                                                 | 1.93 مليون                                         |
| الكثافة السكانية (ن./كم²)                                 | 15.38                                                      | 29.88                                              |
| العاصمة                                                   | برازافيل                                                   | ريغا                                               |
| اللغة الرسمية                                             | لغة فرنسية                                                 | اللغة اللاتفية                                     |
| العملة                                                    | فرنك وسط أفريقي                                            | يورو، لاتس لاتفي، الروبل اللاتفي ‏، الروبل اللاتفي ‏ |
| الناتج المحلي الإجمالي (بليون دولار)                      | 8.72 مليار                                                 | 30.26 مليار                                        |
| الناتج المحلي الإجمالي (تعادل القوة الشرائية) بليون دولار | 29.48 مليار                                                | 49.24 مليار                                        |
| الناتج المحلي الإجمالي الاسمي للفرد دولار أمريكي          | 1.85 ألف                                                   | 14.06 ألف                                          |
| الناتج المحلي الإجمالي للفرد دولار أمريكي                 |                                                            | 23.55 ألف                                          |
| مؤشر التنمية البشرية                                      | 0.591                                                      | 0.819                                              |
| رمز المكالمات الدولي                                      | +242                                                       | +371                                               |
| رمز الإنترنت                                              | .cg                                                        | .lv                                                |
| المنطقة الزمنية                                           | ت ع م+01:00                                                | ت ع م+02:00، ت ع م+03:00، أوروبا/ريغا ‏             |

## منظمات دولية مشتركة
يشترك البلدان في عضوية مجموعة من المنظمات الدولية، منها:
| علم المنظمة | اسم المنظمة                               | تاريخ انضمام جمهورية الكونغو | تاريخ انضمام لاتفيا |
| ----------- | ----------------------------------------- | ---------------------------- | ------------------- |
|             | البنك الدولي للإنشاء والتعمير             | 10 يوليو 1963                | 11 أغسطس 1992       |
|             | يونسكو                                    | 24 أكتوبر 1960               | 9 يوليو 1951        |
|             | منظمة التجارة العالمية                    | ?                            | 1999                |
|             | وكالة ضمان الاستثمار متعدد الأطراف        | 16 أكتوبر 1991               | 21 أغسطس 1998       |
|             | منظمة الشرطة الجنائية الدولية             | ?                            | ?                   |
|             | مؤسسة التمويل الدولية                     | 1 أكتوبر 1980                | 29 سبتمبر 1993      |
|             | الأمم المتحدة                             | 20 سبتمبر 1960               | 17 سبتمبر 1991      |
|             | مؤسسة التنمية الدولية                     | 8 نوفمبر 1963                | 11 أغسطس 1992       |
|             | الفريق المعني برصد الأرض                  | ?                            | ?                   |
|             | منظمة حظر الأسلحة الكيميائية              | ?                            | ?                   |
|             | المركز الدولي لتسوية المنازعات الاستشارية | 14 أكتوبر 1966               | 7 سبتمبر 1997       |

## وصلات خارجية
- موقع وزارة الخارجية اللاتفية